# Ca n'Heres
Ca n'Heres és una masia de Canet d'Adri (Gironès) declarada bé cultural d'interès nacional.Actualment funciona com Hotel rural.

## Descripció

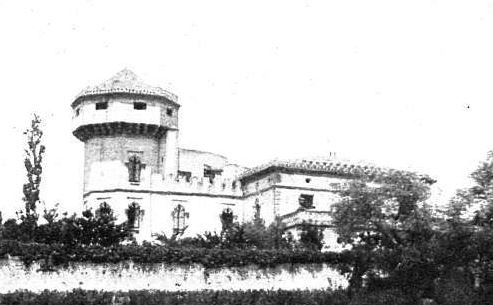
Any 1903

Es tracta d'una edificació de planta quadrangular amb ampliacions annexades. Inicialment haurien format el conjunt la torre de defensa i un cos més baix corresponent a la part construïda amb aparell de carreus. Les ampliacions posteriors fetes amb aparell més bast, haurien donat la volumetria actual. La façana principal conserva el portal principal d'arc de mig punt i adovellat. La coberta és amb teula àrab i actualment està parcialment enfonsada. Els sostres estan fets amb cairats. Conserva diverses espitlleres a la façana principal.
Al segle xviii es construí la capella, de nau rectangular, dedicada a Sant Llorenç. A partir de la segona meitat del segle xix es construí un nou cos d'habitatges adossat a la primitiva construcció. Es reformaren les antigues cambres i la torre. Les façanes també s'embelliren amb elements arquitectònic d'estil neogòtic, com les finestres d'arc conopial lobulat. Al segle xx també s'efectuaren noves construccions, com el porxo que precedeix l'era.

## Història
El primer documentat trobat on es nomena la masia data de 1274. La família Heres ha estat propietària de la finca al llarg dels segles.
La darrera hereva de la família, la Maria Heras, va morir l'estiu del 2023. Ja fa uns anys que es va vendre la propietat i actualment és d'una família alemanya que l 'han restaurat i convertit en hotel rural. (www.canheras.com)